# 金照
金照（1915年9月19日—2005年10月16日），原名金启明、金永康，上海南汇人，中华人民共和国传媒人物，曾任中国国际广播电台台长、中国电视艺术家协会主席、中国广播电视学会副会长、顾问等职。